# Ernst Lewek
Friedrich Ernst Lewek (* 18. Dezember 1893 in Leipzig; † 8. November 1953 in Leipzig) war ein deutscher evangelischer Pfarrer jüdischer Abstammung und Mitglied der Bekennenden Kirche. Er war Gegner und Verfolgter des Nationalsozialismus, KZ-Häftling und nach dem Krieg Vorstandsmitglied der Vereinigung der Verfolgten des Naziregimes (VVN), Mitglied des Landtags von Sachsen und der Volkskammer der DDR.

## Leben
Der Sohn eines Goldschmieds wurde 1893 in Leipzig geboren und besuchte die dortige Thomasschule und nach einem Umzug seiner Eltern die Kreuzschule in Dresden. Nach dem Ablegen seiner Hochschulreife nahm er ein Studium der Evangelischen Theologie an der Universität Heidelberg auf und wurde im Mai 1913 bei der dortigen Sängerschaft Thuringia aktiv. Dort tat er sich wiederholt durch sein musikalisches Talent, besonders am Piano, hervor und prägte die musikalischen Leistungen bis Kriegsausbruch maßgeblich. Im Sommer 1914 unterbrach er sein Studium und meldete sich als Kriegsfreiwilliger beim Grenadier-Regiment Nr. 101 in Dresden, mit dem er ab November desselben Jahres im Feld stand. Nach einer Verwundung bei La Ville-aux-Bois in Frankreich im Mai 1915 wurde er im Februar 1916 als Invalide und mit dem Eisernen Kreuz 2. Klasse ausgezeichnet aus dem Militär entlassen und zog in die elterliche Wohnung in Leipzig. Er setzte sein Studium bis zum Januar 1918 an der Universität Leipzig fort und wurde im selben Jahr zum Pfarrer ordiniert. 1919 wurde er als Hilfsgeistlicher in Radeberg angestellt, 1920 berief man ihn zum Diakon an der Plauener Luthergemeinde. 1926 kehrte er in seine Heimat zurück und trat die dritte Pfarrstelle an der Leipziger Nikolaikirche an.
Nach der Machtergreifung der Nationalsozialisten beteiligte er sich am Pfarrernotbund, aus dem die Bekennende Kirche hervorging, und wurde 1935 in „Schutzhaft“ genommen und ins KZ Sachsenburg überstellt. 1938 wurde er von der sächsischen Kirchenleitung seines Dienstes enthoben und erhielt bis 1945 ein Verbot jeglicher geistlicher Betätigung in Sachsen. Bemühungen um eine Anstellung im Kirchendienst bei der bayerischen und württembergischen Landeskirche scheiterten. 1939 wurde er erneut inhaftiert. Von 1944 bis 1945 musste er im Außenlager Osterode des KZ Mittelbau-Dora Zwangsarbeit in einem rüstungswichtigen Betrieb leisten.
Nach dem Zweiten Weltkrieg trat Lewek in die Christlich-Demokratische Union Deutschlands (DDR) ein. Seine Erfahrungen als Verfolgter brachte er in die Arbeit der VVN ein, deren sächsischer Landesleitung er angehörte. Seit 1949 war er auch Mitglied des Zentralvorstandes der VVN. Am 8. Juni 1950 konstituierte sich in ihr ein Arbeitsausschuss Geistliche in der VVN. Besonders trat Lewek hervor, als er zusammen mit den Geistlichen Bruno Theek (evangelisch), Karl Fischer (katholisch) und Werner Sander (jüdisch) einen Aufruf „An alle, die Gott vertrauen!“ unterzeichnete, in dem diese Geistlichen zum Widerstand gegen die Wiederbewaffnung Westdeutschlands und die damit verbundene Vertiefung der Spaltung Deutschlands aufriefen.
Am 19. Oktober 1950 wurde Ernst Lewek zum Abgeordneten der DDR-Volkskammer mit dem Mandat der VVN gewählt. Von 1950 bis 1952 war er zugleich Mitglied des Sächsischen Landtags unter dem Mandat der VVN.
Lewek war seit 1915 mit Dorothea (Dora) geb. Richter (1894–1970), verlobt, die er am 21. Februar 1918 heiratete. Der Ehe entstammen sieben Kinder. Seine Tochter Christa Lewek setzte das antifaschistische Engagement in ihrem Kirchenamt als Oberkirchenrätin der Evangelischen Kirche Berlin-Brandenburg und im Bund der Evangelischen Kirchen in der DDR mit eigenen Akzenten fort.

## Postume Ehrungen
Im Nikolaikirchhof in Leipzig wurde ein Stolperstein zur Erinnerung an Ernst Lewek verlegt. Auch wurde der Gemeindesaal der Nikolaikirche 2016 in Ernst-Lewek-Saal umbenannt.